# 앙드레 쉬프랭
앙드레 쉬프랭(프랑스어: André Schifrein, 1935년 ~)은 프랑스 출신의 유대계 미국인 출판인이다. 비상업 출판을 고집하는 몇 안 되는 출판인 중 하나로 비영리 출판사 뉴 프레스 (New Press) 대표. 그의 아버지 자크도 제2차 세계대전 당시 앙드레 지드, 알베르 카뮈 등의 작품 세계를 미국에 소개한 출판인으로 쿠르트 볼트와 함께 판테온 출판사를 설립했다.
1962년에서 1989년까지 판테온의 편집장을 역임하였다. 1990년 비영리 출판사인 뉴 프레스(New Press)를 설립하였다.

## 생애
- 1935년 프랑스 파리 태생
- 1938년 나치의 유대인 박해를 피해, 북아프리카를 거쳐 미국으로 망명. 앙드레는 북아프리카 망명시 작가 앙드레 지드가 아파트를 빌려주어서 거처할 곳이 있었다고 회상한다.
- 1962년 랜덤하우스 계열사인 판테온 출판사에 입사
- 매카시즘의 박해를 극복하면서, 유럽의 진보적인 지식인들을 미국에 소개하는 비상업 출판을 하였다.
- 상업 출판을 주장하는 경영자와의 갈등으로 1989년 퇴사 후, 뉴프레스를 설립

## 저서
- The Business of Books: 한국어판은 한국출판마케팅연구소에서 《열정의 편집》이라는 이름으로 출판되었다.
- Words and Money: 한국어판은 사회평론에서 《말의 가격》이라는 제목으로 출간되었다. (2012.06)